# Al-Ma'mūn
Pour les articles homonymes, voir Al-Mamun.
Abû al-`Abbâs al-Ma'mûn `Abd Allah ben Hârûn ar-Rachîd surnommé al-Ma'mûn (Celui en qui on a confiance), né le 13 septembre 786 à Bagdad et mort à Tarse le 9 août 833, était un calife abbasside qui régna de 813 à 833.

## Histoire
Selon la tradition musulmane, il est né le jour de l'intronisation de son père Hârûn ar-Rachîd et fut appelé `Abd Allah. Sa mère était une esclave perse nommée Marajil. Quelque temps plus tard, Hârûn ar-Rachîd eut un second fils Mohammed, de son épouse Zubayda petite fille du calife Al-Mansûr. Il fut surnommé Al-Amîn. Dans un premier temps, Hârûn voulut reconnaître `Abd Allah, comme héritier présomptif lui donnant le surnom d'Al-Mâ'mûn. Il dut affronter la colère de Zubayda et de ses partisans qui estimaient qu'Al-Amîn était le plus légitime. Hârûn ar-Rachîd céda et fit reconnaître en 802 son fils Al-Amîn comme héritier présomptif alors qu'il n'avait que cinq ans. Au cours d'un pèlerinage à La Mecque, Hârûn ar-Rachîd décréta un arrangement entre ses deux fils : Al-Amîn était l'héritier présomptif et gouvernerait l'Ouest de l'empire (Irak Syrie) et Al-Ma'mûn deviendrait le second dans l'ordre de succession et dirigerait l'Est de l'empire (Khorasan) et résiderait à Merv.

### La prise du pouvoir
Dès la mort de Hârûn ar-Rachîd, les relations entre les deux frères se détériorèrent. En violation de l'accord de La Mecque, Al-Amîn désigna son fils comme successeur présomptif. Chacun des deux accusait l'autre d'avoir rompu le pacte.
Les armées d'Al-Amîn venues d'Irak et de Syrie et celles d'Al-Ma'mûn venues du Khorasan et conduites par Tâhir s'affrontèrent une première fois près de Ray. La bataille commença par un combat singulier entre les deux généraux, mais l'armée du Khorasan livra une charge qui mit en déroute l'armée de Bagdad. Al-Ma'mûn fut alors acclamé comme calife dans le Khorasan et le Tabaristan. Al-Amîn se replia sur Bagdad où il dut faire face à des mutineries dans l'armée.
En 813, après une nouvelle série de défaites des armées de Bagdad, à Bassora et aux portes de Bagdad, de nouvelles mutineries dans la troupe et une révolte de la population de Bagdad,  Al-Amîn fut contraint de se replier dans son palais. Le 1er septembre 813, le palais fut pris d'assaut par les troupes d'Al-Ma’mûn. Al-Amîn fut décapité, sa tête, le sceptre et le manteau de Mahomet ainsi que l'anneau du califat furent envoyés à Al-Ma’mûn. À titre posthume, Al-Amîn a été surnommé Al-Makhlû` (Le déchu). Deux des fils d'Al-Ma’mûn et leur mère qui étaient détenus par Al-Amîn sont partis rejoindre leur père. Les fils d'Al-Amîn ont été faits captifs et envoyés à Al-Ma’mûn.
Al-Ma'mûn sembla changer de politique, commençant par déposer l'émir rebelle de Tiflis Ismaïl ibn Chouab. Il pensait que les Perses étaient favorables aux Hachémites et demanda le soutien d'Alî ar-Ridhâ. Il l'invita à venir se joindre à lui à Merv. En 818, `Ali ar-Ridhâ rejoignait Al-Ma`mûn, ne laissant à Médine que son fils Muhammad at-Taqî et son épouse. Al-Ma'mûn désigna `Alî ar-Ridhâ comme successeur. Cette succession ne devait avoir lieu que si `Alî ar-Ridhâ survivait à Al-Ma'mûn. Ce dernier changea la couleur du drapeau, abandonnant le noir, couleur des abbassides, pour le vert, couleur des Alides. Des troubles se produisirent dans tout l'Irak en opposition à Al-Ma'mûn et à sa politique. `Ali ar-Ridhâ mit en garde Al-Ma'mûn sur le choix de son gouverneur d'Irak qui menait ces troubles.

### Un début de règne agité
En 816, Bâbak Khurramdîn prit la tête du mouvement des Khurramites. Ce mouvement anti-arabe et anti-musulman menait une guerre d'indépendance localisée sur le territoire azéri (partie iranienne et partie azerbaïdjanaise). Bâbak fut exécuté le 4 janvier 838 à Samarra pendant le règne d'Al-Mu`tasim.
En 817, à Bagdad, Ibrâhîm ibn al-Mahdî, fils du calife Al-Mahdî et frère aîné de Hârûn ar-Rachîd, se révolta contre l'arrangement avec `Ali ar-Ridhâ, qu'il voyait comme une tentative de déposséder du pouvoir la famille abbasside. Le vendredi 24 juillet 817, Ibrâhîm monta en chaire à Bagdad ; il déclara Al-Ma’mûn déchu et se proclama calife. Sous ses ordres, une armée partie de Bagdad s’empara de Koufa, une autre de Madayn aux portes de Bagdad. Dans le même temps, un groupe de kharidjites mena une révolte dans le Sawâd. Ibrâhîm voulut attaquer ces nouveaux adversaires, mais ses généraux sympathisèrent avec eux et la troupe réclamait sa solde. Après avoir payé ses soldats sur les trésors de Bagdad, Ibrâhîm se dirigea vers Wâsit qu'il prit. La révolte kharidjite était contenue.
Al-Ma'mûn, instruit de ces événements, sortit de Merv le 22 janvier 818 pour aller vers Tus où son père était enterré. Il fit halte à Sarakhs, y fit assassiner son vizir Fadhlet repartit vers Tus à la fin de ramadan 202. C'est peu après ce séjour à Tus que `Alî ar-Ridhâ mourut. Al-Ma'mûn poursuivit sa route vers l'Irak en passant par Ray. À chaque étape, il diminuait les impôts pour obtenir le soutien de la population. Apprenant l'arrivée d'Al-Ma'mûn, les généraux de Bagdad trahirent Ibrâhîm pour se rallier à lui. Ibrâhîm s'enfuit et Bagdad reçut Al-Ma'mûn le 12 août 819, ses habitants portant à nouveau le costume noir des abbassides.

### Dissidence de Tâhir
En 821, Al-Ma'mûn nomma Tâhir gouverneur du Khorasan en remerciement de ses services. Cependant, Al-Ma'mûn se méfiait de Tâhir, surtout lorsqu'il apprit de Zubayda le récit de l'assassinat d'Al-Amîn par Tahîr alors que les ordres qu'il avait donnés étaient de le faire prisonnier. En 822, Tâhir omit de citer le calife dans la prière du vendredi, déclarant ainsi son indépendance. Al-Ma'mûn avait introduit un esclave avec pour mission d’empoisonner Tâhir s'il venait à déclarer son indépendance. Le soir même, l'esclave accomplit sa mission et Tâhir périt.
Al-Ma'mûn laissa le fils de Tâhir lui succéder donnant ainsi naissance à la dynastie des Tâhirides, qui peuvent être considérés comme les premiers instaurateurs d'un État indépendant en Iran après la conquête arabe en 642.

### Le Maghreb
Idris II était bien installé à Fès. Les Aghlabides régnaient sur l'Ifriqiya, théoriquement au service des Abbassides ; mais ils étaient pratiquement indépendants, comme les Tahirides au Khorasan.[réf. souhaitée]

### Al-Ma'mûn et les savants: l' «Observatoire de Bagdad» et la «Maison de la Sagesse»
Le règne d'Al-Ma'mûn fut une grande réussite sur le plan culturel. Le calife s'est particulièrement intéressé au travail des savants, surtout de ceux qui connaissaient le grec. Il avait réuni à Bagdad des savants de toutes les croyances, qu'il traitait magnifiquement et avec la plus complète tolérance. Il fit venir de Byzance des manuscrits ; il posa comme condition de paix avec l'empire byzantin la remise d'une copie de l'Almageste.
Féru d'astronomie, il créa en 829, dans le quartier le plus élevé de Bagdad, près de la porte Chammassiya, le premier observatoire permanent au monde, l'Observatoire de Bagdad, permettant à ses astronomes, qui avaient traduit le Traité d'astronomie du grec Hipparque, ainsi que son catalogue d'étoiles, de surveiller méthodiquement le mouvement des planètes. Il mena deux expériences astronomiques destinées à déterminer la distance d'un degré de latitude terrestre. En reconnaissance de ces travaux, un cratère lunaire porte son nom, Almanon.
De son séjour en Asie centrale, il avait ramené avec lui les trois fils de Mûsâ ben Shâkir, ancien brigand, devenu astronome et compagnon du futur calife. À la mort de leur père, il fit donner aux trois frères dont il était devenu le tuteur, Muhammad, Ahmad et Hasan, une solide formation dans les sciences appliquées et leur octroya une somme considérable pour fonder en 832 et diriger à Bagdad la Maison de la sagesse.
Le grand mathématicien Abû Ja`far Muhammad ben Mûsâ al-Khawârizmî passa la plus grande partie de sa vie à Bagdad, sous le patronage du calife Al-Ma'mûn. Il traduisit en arabe, avec ses collègues, les manuscrits grecs de Byzance réunis dans la bibliothèque fondée par le calife au sein de la Maison de la Sagesse, et étudia à partir de ceux-ci la géométrie, l'algèbre et l'astronomie.

### Le rêve d'Al-Ma'mûn
Ibn al-Nadim rapporte dans son Fihrist (« Répertoire ») les raisons de l'augmentation des livres de philosophie et de sciences anciennes. Une de ces raisons serait que le calife aurait décidé de financer « la collecte et la traduction des manuscrits scientifiques et philosophiques grecs » après avoir rêvé s'être entretenu avec Aristote :

« Qui es-tu ? Il dit : "Je suis Aristote". Je fus enchanté de me trouver avec lui et je lui demandai :
Ô philosophe, puis-je te questionner ?
Questionne.
Qu'est-ce que le bien ?
Ce qui est bien selon l'esprit.
Et ensuite ?
Ce qui est bien selon la Loi.
Et ensuite ?
Ce qui est bien selon l'opinion des gens.
Et ensuite ?
Il n'y a pas d'ensuite. »

C’est pour apprendre à distinguer une parole juste d’un divertissement des hommes que le calife Al-Ma'mûn donnera une impulsion décisive à la Maison de la sagesse. Celle-ci avait été fondée par son père Hârûn ar-Rachîd, mais comme une bibliothèque à l’usage exclusif du prince. Sous Al-Ma'mûn, cette bibliothèque s’ouvrit à l’élite savante. Elle devint le support d’une grande ambition intellectuelle, à l’échelle de l’empire.

### Politique religieuse
Lors de son règne, Al-Ma'mun met en place une inquisition religieuse connue sous le nom de Mihna contre tous ceux qui n'adhèrent pas à la doctrine dite du Coran créé. Cette doctrine était principalement développée par les théologiens de l'école mu'tazilite bien qu'Al-Ma'mun n'adhérait pas lui-même au dogme de cette école. La Mihna suscite l’opposition des milieux traditionalistes, parmi lesquels Ibn Hanbal qui entre en résistance contre le pouvoir.
Al-Ma'mun était davantage proche des idées professées par les murjites. Il était par ailleurs partisan de la doctrine de la prédestination, rejetée par les mu'tazilites. Selon Josef van Ess le calife aurait changé d'avis vers la fin de son règne sur cette question, bien que ce point ne soit pas universellement admis.

### Fouilles de tombes en Égypte
En 832, Al-Ma'mûn fit effectuer des fouilles en Égypte, dans la grande pyramide de Gizeh, considérées par beaucoup d'historiens comme les plus grandes de l'histoire de l'Égypte antique[réf. nécessaire]. Il semblerait que les « visiteurs » aient pu accéder relativement aisément à la chambre funéraire du pharaon et à ses trésors. Cela ne doit pas nous étonner : les profanations de mastabas et de pyramides étaient pratique courante depuis longtemps. Or, les modes de construction des pyramides et la disposition des pièces à l'intérieur de celles-ci étaient fort semblables et se retrouvaient d'une pyramide à l'autre. L'emplacement des chambres funéraires, placées dans un alignement axial après une succession de salles destinées aux offrandes, était souvent le même. Al-Ma'mûn, qui n'en était pas à son coup d'essai, avait déjà pu observer l'architecture intérieure des pyramides ; il fit donc percer la bonne face de la pyramide de Khéops, juste dans son axe, évitant ainsi l'obstacle du couloir ascendant, pour parvenir sans encombre à la chambre funéraire et à ses trésors.[réf. souhaitée]. Cette histoire est narrée dans le Conte d'al-Ma'mûn et des Pyramides.

### La fin du règne
Au cours du règne d'Al-Ma'mûn, l'empire s'agrandit quelque peu. Les rébellions hindoues dans le Sind furent écrasées et la plus grande partie de l'Afghanistan fut absorbée après la reddition du roi de Kaboul. Les montagnes d'Iran étaient mieux contrôlées par le pouvoir central. Les agressions contre l'empire byzantin se poursuivirent et c'est au cours d'une campagne en Cilicie que mourut le calife, le 9 août 833, près de Tarse, dont la mosquée actuelle abrite la tombe. Peu de temps avant sa mort, Al-Ma'mûn avait désigné son frère Abû Ishâq comme héritier présomptif sous le nom d'Al-Mu'tasim.